# Sân bay quốc tế Sármellék

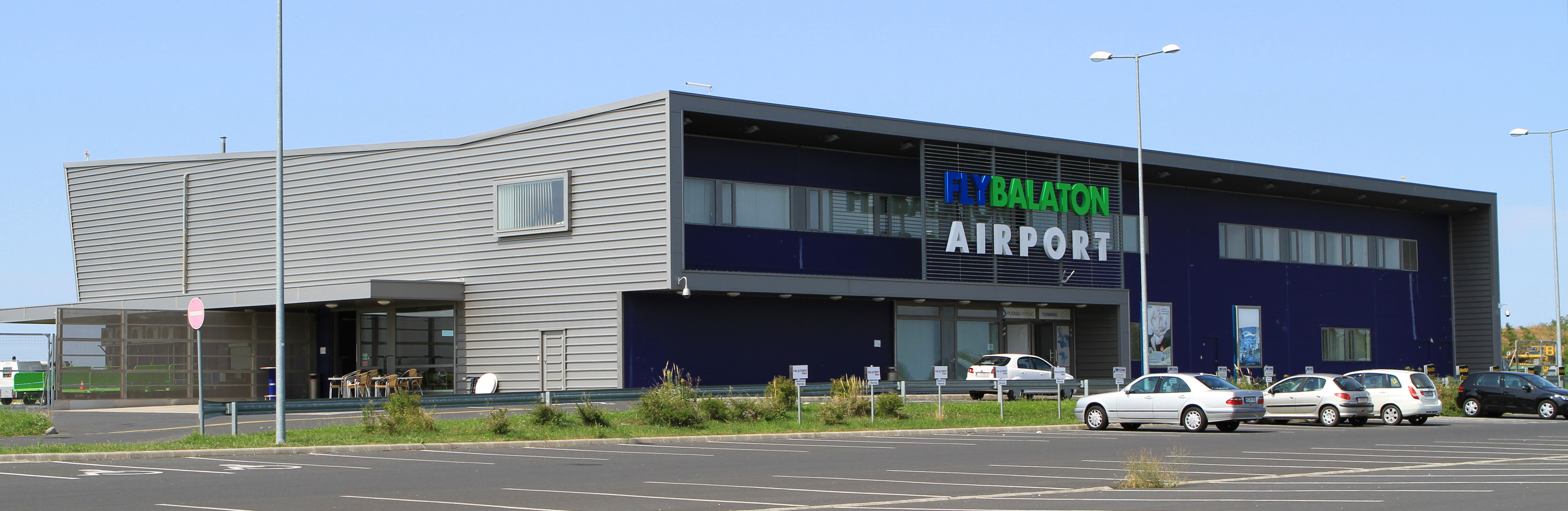
Airport FlyBalaton

Sân bay quốc tế Sármellék (tiếng Hungary: Sármellék Nemzetközi Repülőtér) (IATA: SOB, ICAO: LHSM), cũng gọi là Sân bay Hévíz-Balaton, là một sân bay quốc tế ở Hungary, nằm ở phía tây hồ Balaton gần làng Sármellék, hạt Zala và Keszthely (46°41′11″B 17°9′33″Đ / 46,68639°B 17,15917°Đ). Sân bay này nằm gần hồ Balaton, nơi nghỉ mát quan trong nhất Hungary; gần suối nước nóng Hévíz và Zalakaros.

## Các chuyến bay
Sân bay này đã trở thành một sân bay công cộng kể từ năm 1991 và trở thành sân bay quốc tế thứ hai của Hungary ngày 15 tháng 5 năm 2002 (sau Sân bay quốc tế Budapest Ferihegy). Có các chuyến bay thuê bao nối Berlin, Frankfurt, Hamburg, Leipzig và Düsseldorf ở Đức, Billund và Copenhagen ở Đan Mạch, Amsterdam ở Hà Lan và Moskva ở Nga.

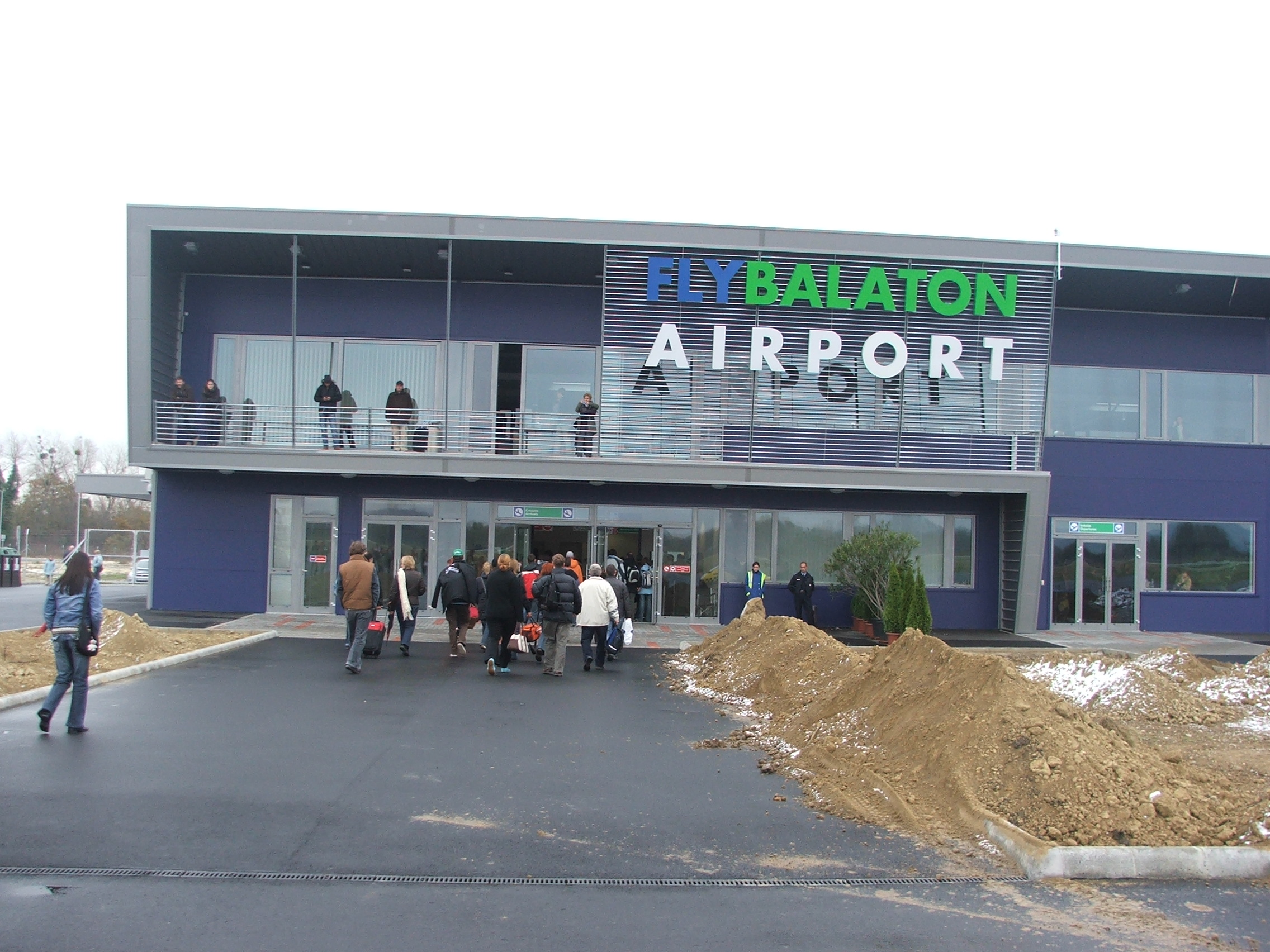
Nơi đến của sân bay Sármellék

## Các hãng hàng không và các tuyến điểm
- Germanwings (Berlin-Schönefeld, Cologne/Bonn) [theo mùa]
- Lufthansa
  - Lufthansa Regional operated by Eurowings (Hamburg) [theo mùa]
  - Lufthansa Regional operated by Lufthansa CityLine (Düsseldorf-Int.) [theo mùa]
- Malév Hungarian Airlines (Berlin-Tegel, Stuttgart) [theo mùa]
- Ryanair (Düsseldorf-Weeze, Frankfurt-Hahn, London-Stansted)
- transavia.com (Amsterdam) [theo mùa]

### Các hãng vận tải hàng hóa
- DHL
  - của hãng EXIN Co. (Lublin, Ba Lan)